# Pedro Rico López
Pedro Rico López (1888 — 1957) foi um advogado e político republicano espanhol. Foi alcaide de Madrid entre 1931 e 1934 e ainda em 1936.